# Sejm (rzeka)
Sejm (ros. Сейм, Siejm, ukr. Сейм, Sejm) – rzeka w południowo-zachodniej Rosji i na Ukrainie, lewy (najdłuższy) dopływ Desny o długości 748 km i powierzchni dorzecza 27 500 km².
Rzeka wypływa ze źródeł w południowo-zachodniej części Wyżyny Środkoworosyjskiej, a do Desny uchodzi na wschód od miejscowości Makoszyno.
Sejm jest żeglowny w dolnym biegu.
Główne dopływy:
- lewe: Rieut;
- prawe: Rat', Tuskar', Swapa, Klewień.

Ważniejsze miejscowości nad Sejmem: Sejm, Sołncewo, Szumakowo, Polewaja, Ryszkowo, Kursk, Priamicyno, Kurczatow, Lgow, Rylsk, Głuszkowo, Tiotkino, Putywl, Baturyn.

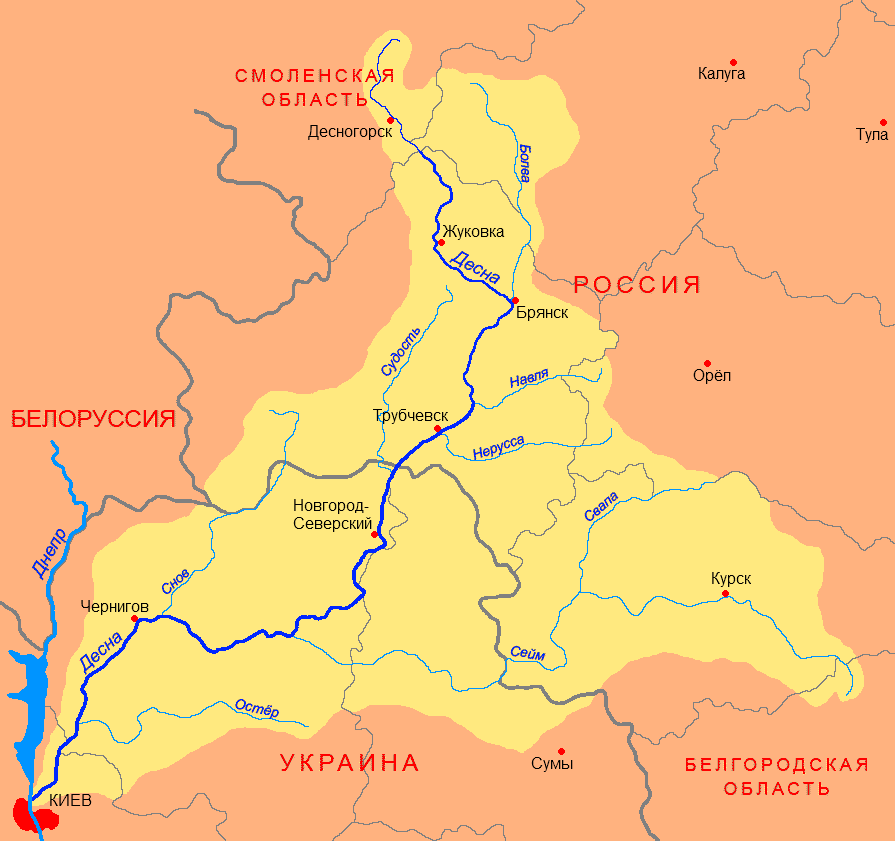
Dorzecze Desny